# Malake
Malake est une île d'environ 6 km² située à environ deux kilomètres de la côte nord de Viti Levu. Peuplée de quelques dizaines d'âmes, l'île vit essentiellement de l'élevage ovin et de la pêche.